# Ivabucsi Mana
Ivabucsi Mana (岩渕 真奈; Hepburn: Iwabuchi Mana) (Muszasino, 1993. március 18. –) világbajnok japán válogatott labdarúgó.

## Klub
A labdarúgást a Nippon TV Beleza csapatában kezdte. 2007 és 2012 között a Nippon TV Beleza csapatában játszott. 64 bajnoki mérkőzésen lépett pályára és 30 gólt szerzett. 2012 és 2017 között Németországban játszott. A Hoffenheim (2012–2014) és a Bayern München (2014–2017) csapatában játszott. 2017-ben visszatért Japánba az INAC Kobe Leonessa csapatához.
2020. december 21-én az Aston Villa gárdájához igazolt. Összesen 13 bajnokin és 1 kupamérkőzésen lépett pályára, melyeken 2 találat fűződik nevéhez.
Az idény végén szerződése lejártával az Arsenal színeibe öltözött.

## Nemzeti válogatott
A japán U17-es válogatott tagjaként részt vett a 2008-as U17-es világbajnokságon. A japán U20-as válogatott tagjaként részt vett a 2010-es U20-as világbajnokságon.
2010-ben debütált a japán válogatottban. A japán válogatott tagjaként részt vett a 2011-es világbajnokságon, a 2015-ös világbajnokságon és a 2012-es, valamint a 2020. évi nyári olimpiai játékokon

## Statisztika
| Japán válogatott | Japán válogatott | Japán válogatott |
| Időszak          | Mérk.            | gól              |
| ---------------- | ---------------- | ---------------- |
| 2010             | 3                | 2                |
| 2011             | 8                | 0                |
| 2012             | 4                | 0                |
| 2013             | 5                | 0                |
| 2014             | 5                | 1                |
| 2015             | 5                | 1                |
| 2016             | 7                | 4                |
| 2017             | 6                | 3                |
| 2018             | 18               | 9                |
| 2019             | 8                | 7                |
| 2020             | 3                | 2                |
| 2021             | 9                | 6                |
| Összesen         | 81               | 35               |

## Sikerei, díjai
Japán válogatott
- Olimpiai játékok:  Ezüst; 2012
- Világbajnokság:  Arany; 2011,  Ezüst; 2015
- Ázsia-kupa:  Arany; 2018

Klub
- Japán bajnokság: 2007, 2008, 2010

Egyéni
- Az év Japán csapatában: 2011